# Agustín A. Valdez
El General Agustín A. Valdés (n. Caibarién, Santa Clara, Cuba, 18 de diciembre de 1860 - Ciudad de México, 21 de diciembre de 1924). Fue un militar cubano-mexicano que participó en la Revolución mexicana.

## Primeros años
Nació en Caibarién, Cuba, en 1860. Participó en las luchas de Independencia de su país. Después pasó a Estados Unidos y a México, donde adquirió la nacionalidad mexicana, radicando en el puerto de Veracruz, donde se adhirió al maderismo. En 1911 recibió el rango de Brigadier de Infantería Permanente, nombrado por el presidente Porfirio Díaz.

## Revolución mexicana
Tras el asesinato de Francisco I. Madero, en febrero de 1913, se incorporó al movimiento constitucionalista, participando en la Batalla de Torreón de 1914 e intervino en la campaña contra Félix Díaz en el estado de Veracruz. 

## Gobernador de Tabasco
Ocupó por poco tiempo la gubernatura del estado de Tabasco; ya que por instrucciones del presidente Victoriano Huerta se hizo cargo del gobierno del estado el 28 de abril de 1913, con la finalidad de restablecer el orden roto debido a diversas sublevaciones militares. Para poder ser nombrado gobernador, el Congreso del Estado, por iniciativa de ley del Diputado local Manuel Antonio Romero, primero lo hizo ciudadano tabasqueño y después lo nombró gobernador.
Dejó el gobierno, cuatro meses después, el 29 de agosto de ese año debido a que fue llamado por el presidente Huerta a la Ciudad de México, para participar en la campaña en contra del carrancismo que empezaba a cobrar fuerza en el norte de la República.
Alcanzó el grado de General de División nombrado por el presidente Victoriano Huerta, y comandó la guarnición de la Ciudad de México, donde murió el 21 de diciembre de 1924.